# Barbara Bruckmüller
Barbara Bruckmüller (* 17. Juli 1975 in Wien) ist eine österreichische Jazzmusikerin (Piano, Komposition).

## Leben und Wirken
Bruckmüller war als Kind sehr an Musik interessiert; als sie sechs Jahre alt war, wollte sie Schlagzeug lernen. Da zu Hause bereits ein Klavier vorhanden war, erhielt sie aber von 1982 bis 1989 klassischen Klavierunterricht. Erst nach der Ausbildung als Buchhändlerin begann sie 1999 ein Jazzpiano-Studium am Wiener Gustav-Mahler-Konservatorium bei Paul Urbanek, das sie 2004 mit dem Diplom abschloss.
Nach dem Studium war Bruckmüller als freischaffende Komponistin, Arrangeurin und Kopistin tätig; als Pianistin arbeitete sie in mehreren Bands. Ihre eigene Bigband gründete sie 2009. Mit ihrem selbstproduzierten Debütalbum Barbara Bruckmüller Big Band, das hauptsächlich Eigenkompositionen beinhaltet, kam sie im 3. Quartal 2013 auf die Bestenliste vom Preis der deutschen Schallplattenkritik; für die Jury lobte Marcus A. Woelfle „prachtvolle Kabinettstücke nuancenreicher Arrangierkunst … Berührende Hommagen stehen neben von subtilem Humor getragenen Stücken. Das kommt so entspannt daher, dass man kaum wahrnimmt, wie diesem mitreißend musizierenden Enthusiasten-Ensemble technisch sehr Anspruchsvolles abverlangt wird.“ Für ihr zweites Album, eine Hommage an ihre Heimatstadt Wien und an ihre verstorbene Mutter, arrangierte sie traditionelle Wienerlieder für die Bigband; Mei Muatterl war a Weanarin wurde 2015 veröffentlicht.
2015/2016 leitete Bruckmüller die „Stage Band“ im Wiener Club Porgy & Bess. Mit ihrem Tentett führte sie selbstkomponierte Filmmusik zu Alfred Hitchcocks Stummfilm „The Lodger“ auf und arbeitete mit dem Spoken-Word-Künstler Wadud Ahmad aus Philadelphia zusammen. 2017 erhielt sie ein Arbeitsstipendium für Komposition des Österreichischen Bundeskanzleramtes, mit dem sie „A Chain of Moments – A Suite in Five Parts for Piano, Strings and Jazz Orchestra“ und ihre Suite „Monk, you Know!?“ schrieb, für die sie ihre Bigband um ein Streichquartett erweiterte. 2021 wurde ihr Werk The Spaces Within and Without uraufgeführt; 2022 erschien als Vinyl-EP mit ihrer Bigband The Blackbird Knows Them All.
Bruckmüller gründete ferner die Wanzenband, der auch Karin Bachner, Robert Bachner, Viola Falb und Mario Gonzi angehören und mit der 2017 das Kinder-Album Wenn die Wanzen mit der Oma tanzen erschien. Sie arbeitete auch mit den Jetlag Allstars (Vintage 2014).
Bruckmüller veröffentlichte zudem 2019 ihr Klavier-Lehrbuch für Kinder ab fünf Jahren Der klingende Regenbogen.

## Lexikalischer Eintrag
- Emanuel Wenger: Bruckmüller, Barbara. In: Oesterreichisches Musiklexikon. Online-Ausgabe, Wien 2002 ff., ISBN 3-7001-3077-5